# Завод редких металлов
Завод редких металлов (Закрытое акционерное общество «Завод редких металлов» — ЗАО «ЗРМ») — предприятие в России, выпускающее соединения редких металлов высокой чистоты.

## Основная информация
Основная продукция «Завода редких металлов» — соединения редких металлов высокой чистоты: соединения цезия, рубидия, лития, галлия, индия, висмута, иттрия, лантаноидов и пр. «ЗРМ» является производителем широкой номенклатуры солей редких элементов в промышленных количествах. Продукция применяется в атомной энергетике, оптике, электронике, текстильной, металлургической и фармацевтической промышленности, в производстве катализаторов. Также «ЗРМ» разрабатывает и внедряет технологии получения неорганических соединений, осуществляет неорганический синтез реактивов и особо чистых веществ, перерабатывает неликвиды и отходы, содержащие редкие металлы.

## История
Завод редких металлов был создан в Новосибирске 6 октября 1941 года на базе института «Сибгиредмет». В организации предприятия приняли участие специалисты двух эвакуированных институтов, московского «Гиредмет» и одесского «Укргиредмет». На новом заводе был организован промышленный выпуск соединений висмута, люминофоров, солей лития и стронция. По окончании Великой Отечественной войны эти производства были переданы на другие предприятия, а завод стал выпускать литиевые и цезиевые соединения. Помимо производства, предприятие также занималось НИОКР, многие технологии, разработанные и освоенные на Новосибирском заводе редких металлов, позднее были переданы на другие предприятия. За полувековую историю завода его работниками было получено около 200 авторских свидетельств на изобретения, защищены учёные степени.
За разработку и освоение технологии переработки цезийсодержащей руды группа работников завода была представлена к Сталинской премии. Позже, в 1970-е годы на заводе наладили выпуск паяльных флюсов по итальянской технологии для АвтоВАЗа. За это достижение группа работников завода была награждена правительственными наградами.
В 1992 году преобразован в акционерное общество открытого типа — ОАО «Новосибирский завод редких металлов» (ОАО «НЗРМ»). В 2002 году из ОАО «НЗРМ» было выделено ЗАО «Завод редких металлов», которому передали производственные мощности, технологии и персонал. В 2007 году производство перенесено из центра г. Новосибирска в область, завод построен заново с нуля.